# Paul Butterfield

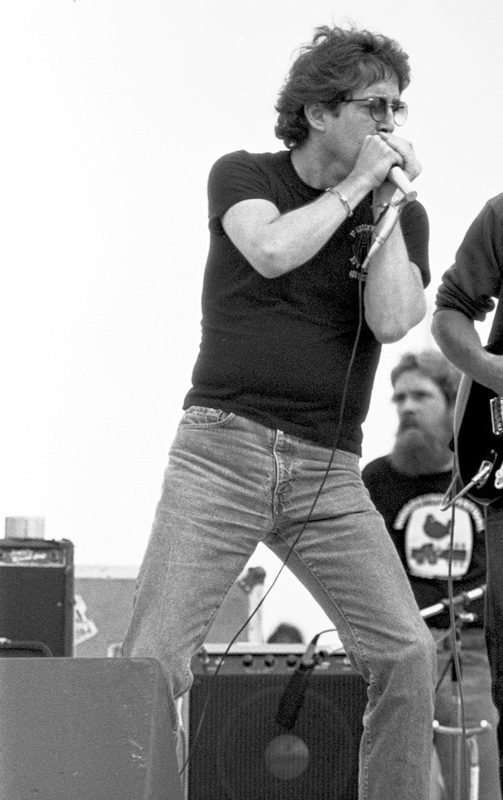
Paul Butterfield
(1979), op Woodstock Reunion

Paul Butterfield (Chicago, 17 december 1942 – Hollywood, 4 mei 1987) was een Amerikaans zanger en bluesmuzikant en een van de meest innovatieve mondharmonica spelers van de Chicago blues.
Butterfield werd geïnspireerd door Muddy Waters. Andere muzikanten die zijn stijl hebben beïnvloed waren Little Walter en James Cotton. Hij was de oprichter van de Paul Butterfield Blues Band en stond op vele van de thans als legendarisch beschouwde popfestivals (Monterey Pop Festival; Miami Gulf Stream Pop Festival 1968; Woodstock; Atlanta International Pop Festival 1969).
- Bibliothèque nationale de France: cb139345948 (data)
- Gemeinsame Normdatei: 134341538
- International Standard Name Identifier: 0000 0000 7367 0356
- Library of Congress Control Number: n86855898
- MusicBrainz: 4b21201d-6ee6-4164-9339-06997e2e808c
- Nationale Bibliotheek van Tsjechië: jo2004244426
- Nationale Bibliotheek van Israël: 987008729125005171
- Nederlandse Thesaurus van Auteursnamen: 073565806
- SNAC: w6dm0t5x
- Système universitaire de documentation: 086823655
- Virtual International Authority File: 74040826
- WorldCat: E39PBJcGrjrDypqbkRYckXg7pP